# Stanisław Nowiński
Stanisław Nowiński (ur. 14 grudnia 1936 w Wincencie) – polski technik agronom, poseł na Sejm PRL V i VI kadencji.

## Życiorys
Uzyskał wykształcenie średnie. Pracował w Państwowym Ośrodku Maszynowym w Korszach, skąd w 1957 przeniesiono go do wydziału rolnictwa Powiatowej Rady Narodowej w Kętrzynie, gdzie objął funkcję inspektora. Od 1958 pracował w Powiatowym Związku Kółek Rolniczych w Kętrzynie, a w 1962 został agronomem gromadzkim w PZKR w Kolnie. Należał do Związku Młodzieży Wiejskiej i od 1964 do Polskiej Zjednoczonej Partii Robotniczej. W 1969 i 1972 uzyskiwał mandat posła na Sejm PRL w okręgu Łomża. Przez dwie kadencje zasiadał w Komisji Rolnictwa i Przemysłu Spożywczego. Ponadto w trakcie V kadencji pełnił funkcję sekretarza Sejmu oraz zasiadał w Komisji Oświaty i Nauki, a w trakcie Vi kadencji w Komisji Oświaty i Wychowania.

## Odznaczenia
- Brązowy Krzyż Zasługi
- Odznaka 1000-lecia Państwa Polskiego